# Pend Oreille (jezioro)
Pend Oreille (ang. Lake Pend Oreille) – jezioro w Stanach Zjednoczonych, w Górach Skalistych, w północno-zachodniej części stanu Idaho, największe jezioro tego stanu. Leży na terenie hrabstw Bonner i Kootenai, częściowo w granicach lasu narodowego Kaniksu.
Pend Oreille jest jeziorem polodowcowym. Liczy 375 km² powierzchni. Lustro wody znajduje się na wysokości 626 m n.p.m. Głębokość przekracza 350 m (piąte pod względem głębokości jezioro Stanów Zjednoczonych). Na wschodzie do jeziora uchodzi rzeka Clark Fork, a na północnym zachodzie wypływa rzeka Pend Oreille. Nad jeziorem położone jest miasto Sandpoint.
Pend Oreille jest popularnym ośrodkiem wędkarstwa, cenionym szczególnie ze względu na występujące tu populacje pstrąga tęczowego, nerki, palii jeziorowej oraz pstrąga Salvelinus confluentus.
Nad jeziorem zlokalizowany jest ośrodek badawczy US Navy, specjalizujący się w testach akustycznych okrętów podwodnych.
Nazwa jeziora pochodzi od nazwy zamieszkującego te okolice plemienia Indian Pend d’Oreille.